# Isao Iwabuchi
Isao Iwabuchi, född 17 november 1933 i Tochigi prefektur, Japan, död 16 april 2003, var en tidigare japansk fotbollsspelare.